# Садыкова, Сара Гарифовна
Сара́ Сады́кова (Сара́ Гари́фовна Сады́кова, тат. Sara Ğarif qızı Sadıyqova, Сара Гариф кызы Садыйкова; 1 ноября 1906, Казань — 7 июня 1986, там же) — татарский композитор, актриса и певица. Была первой женщиной — профессиональным композитором среди татар. Заслуженный деятель искусств РСФСР (1984). Народная артистка Татарской АССР (1977).

## Биография
Родилась в центре Казани, на улице Парижской Коммуны, дом № 18. При рождении получила имя Бибисара́.
Родители — Гариф и Бибигайша Садыковы, дед — Ахмадша (служил казначеем казанской пристани в слободе Бишбалта (Адмиралтейская)).
Училась в знаменитой татарской женской гимназии Фатихи Аитовой, затем в Казанском педагогическом техникуме.
В 1922—1928 годах (по классу сольного пения) и в 1934—1938 годах (татарская оперная студия) училась в Московской консерватории имени П. И. Чайковского. Среди её учителей — Цыбущенко, Мария Григорьевна.
В 1930—1934 годах работала в Казани в труппе Татарского государственного академического театра.
В 1938—1948 годах — солистка Татарского театра оперы и балета.

Могила Садыковой на татарском кладбище Казани

Скончалась 7 июня 1986 года. Похоронена на Татарском кладбище в Казани.

## Произведения
- Около 400 песен
- Музыка к 18 спектаклям
- Музыкальные комедии «Песня любви» («Мәхәббәт җыры», 1971) и «Женихи» («Кияүләр», 1972) (обе совместно с Р. Г. Губайдуллиным)

## Театральные работы
- «Сания» (опера Газиза Альмухамедова, Василия Виноградова, Султана Габаши);
- «Беглец» Ахмеда Файзи и Назиба Жиганова (Райхан);
- «Галиябану» Мирхайдара Файзи;
- «Башмачки», «Ильдар» и «На реке Кандре» Карима Тинчурина и Салиха Сайдашева;
- «Наёмщик» Тази Гиззата и Салиха Сайдашева;
- «Аршин мал алан» У. Гаджибекова (Асия).

## Звания и награды
- Заслуженная артистка Татарской АССР (1939)
- Народная артистка Татарской АССР (1977)
- Заслуженный деятель искусств РСФСР (1984)
- Государственная премия Татарской АССР имени Габдуллы Тукая (1990, посмертно)

## Памятник в Казани
В 1997 году Кабмином РТ было принято решение установить памятник композитору-классику. Скульптор — Рада Нигматуллина, народный скульптор РТ, заслуженный деятель искусств РТ и РФ, лауреат Госпремии им. Тукая. В 2007 году памятник отлит. Но до сих пор не установлен, так как не подобрано подходящее место по мнению скульптора, которая в знак протеста не отдает деталь, необходимую для завершения памятника, — гипсовую маску лица певицы.
Описание композиции: «по замыслу скульптора, Сара Садыкова стоит чуть облокотившись на пианино, а ее окружают фигуры семи девушек — это персонажи ее песни „Семь ключей“, которая, в свою очередь, написана по мотивам татарской легенды. Ансамбль должен находиться в окружении деревьев, у его подножья следует разместить скамейки, небольшую сцену, чтобы можно было проводить концерты. Естественно, ансамбль должен утопать в зелени».

## Интересные факты
- За талант шахтеры Донбасса подарили Саре звание «Татарский соловей», которое закрепилось за ней на всю жизнь.
- Вместе с мужем бывали в Политехническом музее, где читал свои стихи Владимир Маяковский.
- Была знакома с Мусой Джалилем.
- В 1925 году в первой татарской опере «Сания» (музыка С. Габяши, В. Виноградова, Г. Альмухаметова, автор либретто — Ф. Амирхан) заглавная партия была написана специально для голоса Сары.
- На торжествах по случаю 35-летия Московского художественного академического театра, по просьбе Станиславского пела специально для него, а когда закончила, Константин Сергеевич подошёл к ней, поцеловал руку и сказал: «У вас большое будущее».

## Семья
Первый муж — Газиз Айдарский (1898-1933), актёр и режиссёр, один из создателей Московского государственного татарского музыкально-драматического рабочего театра «Эшче» («Рабочий»), его главный режиссёр и художественный руководитель. Драматический актер трагедийного плана и один из первых татарских профессиональных режиссеров с высшим образованием. В 1920-1921 годах — заведующий отделом искусств Наркомпроса, общественный деятель по оказанию помощи голодающим и начальник строительства первого здания татарского театра в Казани (теперешнее здание ТЮЗа), артист драмы Камаловского театра. В 1922–1926 гг. учился в ГИТИСе и параллельно руководил татарским драматическим коллективом при ДК завода «Красный богатырь», создатель и руководитель театра «Эшче» («Рабочий»). Также преподавал в Казанском театральном техникуме. Его некролог написал Муса Джалиль.
Второй муж — Юлий Станиславович Крещелюнас, музыкант.
Дочь — Альфия Айдарская (род. 25 мая 1925 г.), артистка балета, заслуженная артистка Республики Татарстан. В 1941-1953 гг. танцевала в Татарском театре оперы и балета.
Внук — Ростислав Грекулов (1953-2002), музыкант.
Правнучка — Ольга Шаронова (Грекулова) (род. 1976 г.), дизайнер.

## Память
- Музей Сары Садыковой и школа её имени (село Тутаево в Апастовском районе Татарстана, 2006 год)[2], откуда родом дед певицы — Ахмадиша (Ахмадша).
- Улицы Сары Садыковой в г. Казань и пос. Апастово (Татарстан)[2].
- Концертный зал им. Сары Садыковой (г. Набережные Челны, Республика Татарстан).
- 19 февраля 2021 года в историческом центре Казани на фасаде дома №7а по улице Карима Тинчурина в честь Сары Садыковой появилась мемориальная доска. Инициаторами установки памятного знака стали местные жители. Надпись на табличке выполнена на двух государственных языках Республики Татарстан - татарском и русском и гласит: «В этом доме в 1963-1977 годах жила выдающаяся актриса, певица, композитор Сара Садыкова».